# Verejeni
Verejeni è un comune della Moldavia situato nel distretto di Telenești di 2.906 abitanti al censimento del 2004.